# 澳大利亞之戰
澳大利亞之戰是一個有爭議的歷史學術用語,用來聲稱第二次世界大戰太平洋戰爭期間在澳大利亞附近發生的一系列戰役之間存在協調關聯,這些戰役據稱是為日本入侵澳大利亞大陸做準備。

## 定义
1942年新加坡陷落後，澳大利亞總理約翰·柯廷將其損失比作敦克爾客戰役。英國戰役發生在敦刻爾克之後；柯廷說：＂新加坡的陷落開啟了澳大利亞之戰＂，這威脅到了英聯邦、美國以及整個英語世界。儘管日本並未計劃入侵澳大利亞，而且在1942年2月也無法成功做到，但澳大利亞政府和人民預期很快就會遭到入侵。這種恐懼在1942年6月之前達到頂點。柯廷在2月16日說： 
保衛這個國家不再僅僅是對一場世界大戰的貢獻，而是對威脅我們自己海岸的敵人的抵抗...現在我們必須以前所未有的方式工作或戰鬥...我們現在所做的一切，將決定我們在度過這場血腥考驗後可能想做的一切。

## 史学与纪念
澳大利亞退伍軍人聯盟（RSL）和澳大利亞之戰紀念國家委員會花了十多年時間進行遊說，要求官方紀念1942年發生的一系列戰役，包括珊瑚海戰役、米爾恩灣戰役和科科達小徑戰役，認為這些戰役構成了＂澳大利亞之戰＂。 這項運動取得了成功，2008年澳大利亞政府宣布每年9月的第一個星期三為＂澳大利亞之戰日＂，用於紀念澳大利亞之戰。這一天旨在"紀念1942年和1943年為保衛澳大利亞而服役和犧牲的所有人"。這一天不是公共假日。
澳大利亞戰爭紀念館前首席歷史學家彼得·斯坦利認為，＂澳大利亞之戰＂的概念是錯誤的，因為這些行動並不構成針對澳大利亞的單一戰役。斯坦利還表示，他所認識的歷史學家中沒有人相信存在"澳大利亞之戰"。在2006年的一次演講中，斯坦利認為"澳大利亞之戰"的概念是無效的，因為被認為構成這場戰役的事件之間只有鬆散的聯繫。斯坦利認為＂澳大利亞之戰運動直接源於人們希望在1942年的可怕損失中尋找意義＂，並且＂實際上並沒有所謂的'澳大利亞之戰＂，因為日本並沒有發動針對澳大利亞的協調戰役。此外，斯坦利指出，雖然"澳大利亞之戰"這個詞在戰時宣傳中使用過，但直到20世紀90年代才被用來指代1942年的事件，而且除澳大利亞以外的國家並不認為這場"戰役"是第二次世界大戰的一部分。 

## 进一步阅读
- Rechniewski, Elizabeth, , PORTAL: Journal of Multidisciplinary International Studies (UTSePress, Sydney, Australia), January 2010, 7 (1)  [2024-07-08], ISSN 1449-2490, doi:10.5130/portal.v7i1.1153, （原始内容存档于2024-06-10）